# Mark Whitfield
Mark Whitfield (Lindenhurst, 6 ottobre 1966) è un chitarrista statunitense di musica jazz.
È probabilmente meglio conosciuto per le sue registrazioni come bandleader. Ha collaborato con Jack McDuff, Jimmy Smith, Courtney Pine, Nicholas Payton, Kenny Kirkland, Chris Botti e molti altri.

## Discografia
- The Marksman (Warner Bros., 1990)
- Patrice (Warner Bros., 1991)
- Mark Whitfield (Warner Bros., 1993)
- True Blue (Verve/Polygram, 1994)
- 7th Ave. Stroll (Verve/Polygram, 1995)
- Forever Love (Verve/Polygram, 1997)
- Take the Ride (Universal, 1999)
- The Jazz Channel Presents Mark Whitfield & JK (Soul Conversation) (Transparent, 2000)
- Raw (Transparent, 2000)
- Mark Whitfield Featuring Panther (Dirty Soap, 2005)
- Songs of Wonder (Marksman, 2009)